# Moltkia suffruticosa
Moltkia suffruticosa là loài thực vật có hoa trong họ Mồ hôi. Loài này được (L.) Brand mô tả khoa học đầu tiên.